# Hans Rudolf Ambauen
Hans Rudolf Ambauen (* 15. April 1931 in Luzern; † 23. März 2019 ebenda) war ein Schweizer Zeichner, Grafiker und Konzeptkünstler. Sein Werk umfasst Druckgrafiken, Fotografie, Aquarelle, Zeichnungen, Body Art sowie Objekt- und Konzeptkunst.

## Leben und Werk
Hans Rudolf Ambauen studierte nach bestandener Matura an der ETH Zürich u. a. Philosophie. Später nahm er Schauspielunterricht und war kurzzeitig als Regieassistent am Schauspielhaus Zürich tätig.
1970 erhielt er ein Eidgenössisches Kunststipendium und konnte bis 1972 ein Atelier des Schweizer Instituts in Rom belegen. Ambauen war Mitglied der Sektion Luzern der GSMBA und stellte seine Werke vorwiegend in Gruppenausstellungen aus. 1978 erhielt er den Anerkennungspreis der Stadt Luzern.
Ambauen kritisierte 1984 in einem Leserbrief in der Schweizer Kunst die manipulierten Teilnahmevergaben für die alljährlich stattfindende Weihnachtsausstellung. Zudem forderte er die Behörden und die GSMBA auf, dagegen zu intervenieren.